# Das Beste bis jetzt
Kling Klang – Das Beste bis jetzt ist das erste Best-of-Album (und insgesamt das achte Album) der deutschen Rockmusikgruppe Keimzeit. Es wurde am 30. September 2002 veröffentlicht.
Die Band erfuhr nur durch einen Insider-Tipp von der geplanten Veröffentlichung des Best-of-Albums durch ihre ehemalige Plattenfirma BMG, da für die Covergestaltung derselbe Grafiker wie für die regulären Keimzeit-Alben engagiert worden war: Walter Welke alias Geboren Thielsch. Die Band konnte sich jedoch gegen die ungewollte Veröffentlichung nicht wehren, da die Rechte der bisherigen Studioaufnahmen bei BMG lagen. Das Best-of-Album kam nur 7 Tage nach 1000 Leute wie ich in den Handel. Beide Alben behinderten sich dadurch gegenseitig beim Verkauf.
Die ersten 18 der insgesamt 19 Titel bieten einen Querschnitt durch die musikalische Arbeit der Band seit den ersten Rundfunkaufnahmen im Jahr 1988. Von jedem der bis dahin sechs bei BMG veröffentlichten Studioalben sind mindestens 2 Titel vertreten – von den beiden letzten BMG-Alben Im elektromagnetischen Feld und Smart und gelassen warten sogar jeweils 4 Titel.
Das letzte Lied ist eine Cover-Version des Titels Marleen, mit dem Marianne Rosenberg einen ihrer größten Hits hatte. Der Song in der Version von Keimzeit wurde erstmals auf dem Sampler Pop 2001 – Geschichte wird gemacht (2001) veröffentlicht, war aber bis dato noch nicht auf einem Keimzeit-Album erschienen.
Bei den Namen von zwei Titeln gibt es kleine Abweichungen: Ein schöner Tag hieß auf dem Original-Album (Smart und gelassen warten, 2000) Schöner Tag (ohne unbestimmten Artikel), Flugzeug ohne Räder hieß auf dem Original-Album (Irrenhaus, 1990) nur Flugzeuge.

## Titelliste
1. Gebt der Avantgarde das Licht (vom Album Im elektromagnetischen Feld, 1998)
2. Ein schöner Tag (vom Album Smart und gelassen warten, 2000)
3. Kintopp (vom Album Irrenhaus, 1990)
4. Die Achse (vom Album Primeln & Elefanten, 1995)
5. Etwas höher nur der Mond (vom Album Smart und gelassen warten, 2000)
6. Windstill (vom Album Primeln & Elefanten, 1995)
7. Comic-Helden (vom Album Im elektromagnetischen Feld, 1998)
8. Flugzeug ohne Räder (vom Album Irrenhaus, 1990)
9. Berlin (vom Album Smart und gelassen warten, 2000)
10. Kling Klang (vom Album Bunte Scherben, 1993)
11. Singapur (vom Album Kapitel Elf, 1991)
12. Maggie (vom Album Kapitel Elf, 1991)
13. Non-Konversation (vom Album Smart und gelassen warten, 2000)
14. Irrenhaus (vom Album Irrenhaus, 1990)
15. Gott will (vom Album Primeln & Elefanten, 1995)
16. Erzähl mir von dir (vom Album Im elektromagnetischen Feld, 1998)
17. Bunte Scherben (vom Album Bunte Scherben, 1993)
18. Das Projektil (vom Album Im elektromagnetischen Feld, 1998)
19. Marleen (Joachim Heider), (Marianne-Rosenberg-Cover; erschien bisher nur auf dem Sampler Pop 2001 – Geschichte wird gemacht, 2001)